# 별난 청춘
별난 청춘은 한국에서 제작된 강조원 감독의 1973년 영화이다. 신영일 등이 주연으로 출연하였고 박종찬 등이 제작에 참여하였다.

## 출연
- 신영일
- 김희라